# Hyophila paraguensis
Hyophila paraguensis är en bladmossart som beskrevs av Brotherus 1900. Hyophila paraguensis ingår i släktet Hyophila och familjen Pottiaceae. Inga underarter finns listade i Catalogue of Life.